# Agnes Nath-Schreiber

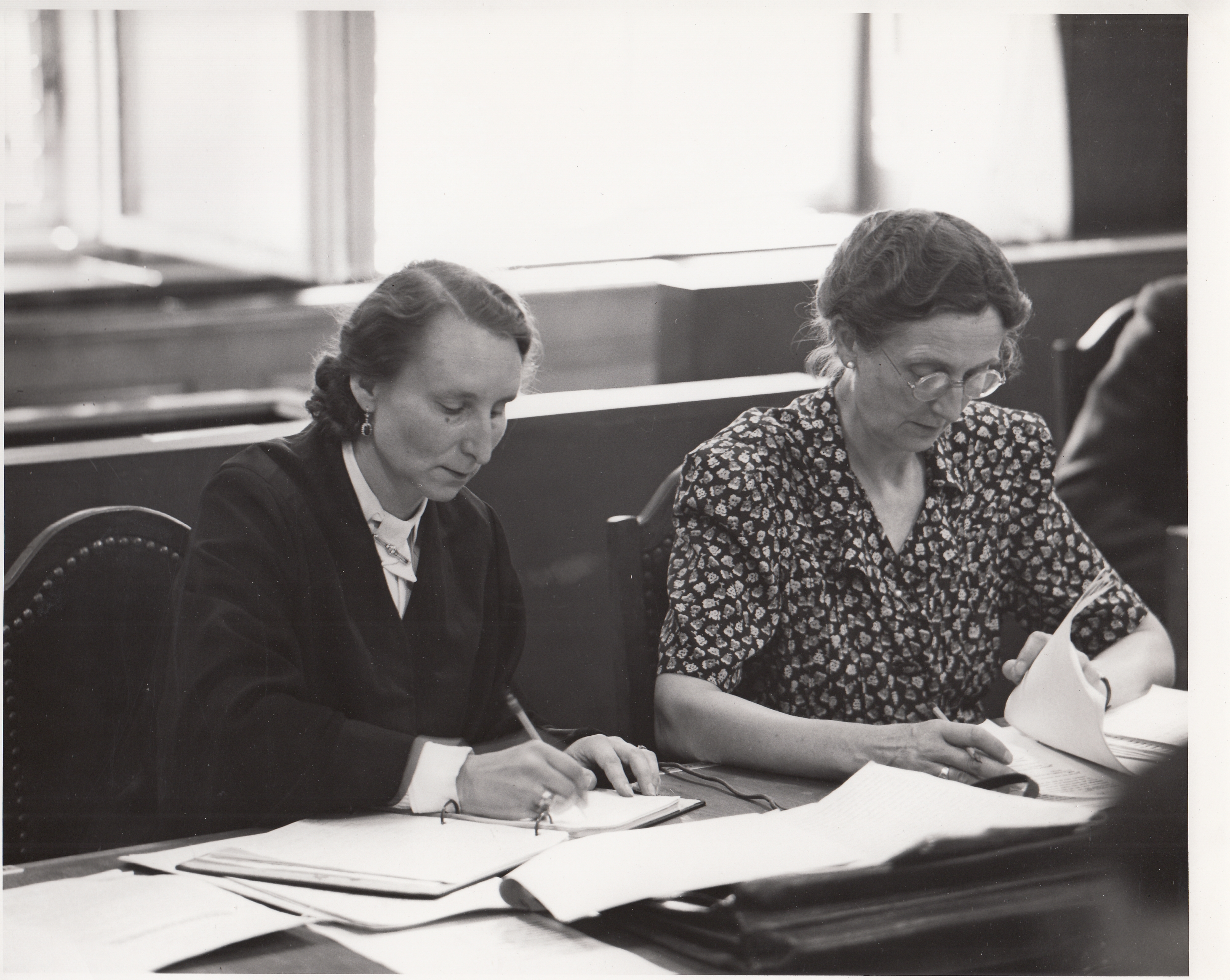
Agnes Nath-Schreiber (rechts) mit Karin Huppertz während des Nürnberger Ärzteprozesses

Agnes Schreiber, ab 1937 Nath-Schreiber (* 1904 in Berlin; † 1975) war eine deutsche Juristin, unter anderem Verteidiger während der Nürnberger Prozesse.

## Leben
Agnes Schreiber studierte an der Universität Köln Rechtswissenschaften und promovierte später.
Rudolf Dix ließ sich 1920 als Rechtsanwalt in einer gemeinsamen Anwaltssozietät mit dessen Bruder Hellmuth Dix sowie den Anwälten Ferdinand Bartmann, Joachim Lingenberg und Nath-Schreiber in Berlin nieder.
1937 heiratete sie den Rechtsanwalt Herbert Nath, mit welchem sie in Berlin gemeinsam eine Kanzlei eröffnete und die ihm später bei den Nachfolgeprozessen der Nürnberger Prozess als Assistentin der Verteidigung zur Seite stand. Nach dem Krieg wohnte sie in Prien am Chiemsee.
Im Flick-Prozess (Fall 5 der Nachfolgeprozesse; USA gegen Friedrich Flick et al.), welcher von Mitte April 1947 bis Ende Dezember 1947 dauerte, war sie Assistentin von Walter Siemers bei der Verteidigung von Bernhard Weiss. Weiss wurde in zwei von fünf Anklagepunkten angeklagt und bei einem für schuldig befunden.
Im I.G.-Farben-Prozess (Fall 6 der Nachfolgeprozesse), welcher von Mitte August 1947 bis Ende Juli 1948 dauerte, war sie ab 13. August 1948 Assistentin ihres Mannes bei der Verteidigung von Max Ilgner. Ilgner wurde in drei von vier Anklagepunkten für nicht schuldig befunden und zu 3 Jahren Haft verurteilt, aber bereits 1948 aus der Haft entlassen.
1953 veröffentlichte sie das Buch Das Recht im täglichen Leben, welches in mehreren Auflagen erschien.
Ab 1958 war sie für zwei Jahre Erste Vorsitzende des Deutschen Juristinnenbundes.

## Werke (Auswahl)
- Unterhalt des geschiedenen Ehegatten nach dem Familiengesetzbuch der DDR. In: Annelise Cuny: Unterhalt und Versorgung der geschiedenen Ehefrau. Beiträge zur Reform des Ehescheidungsrechts, 1970, S. 27–35.